# Acronicta tridens
Acronicta tridens là một loài bướm đêm trong họ Noctuidae.

## Hình ảnh

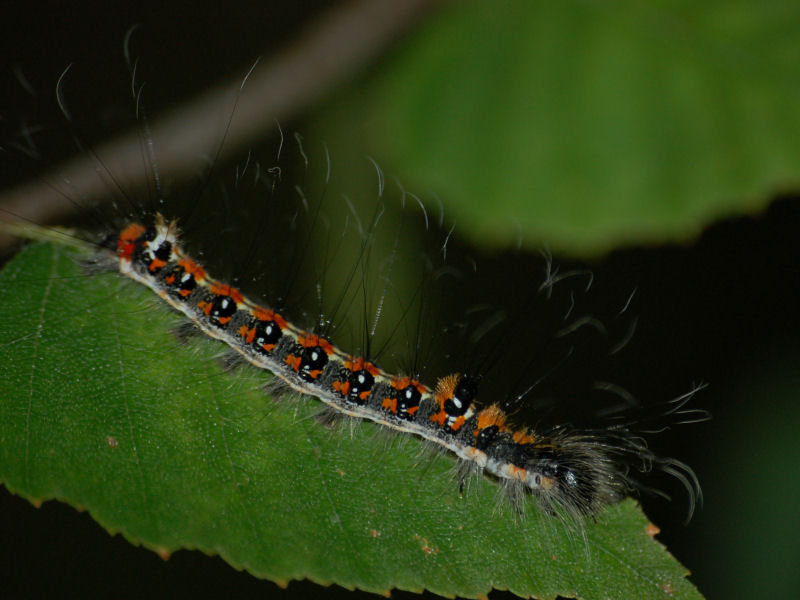
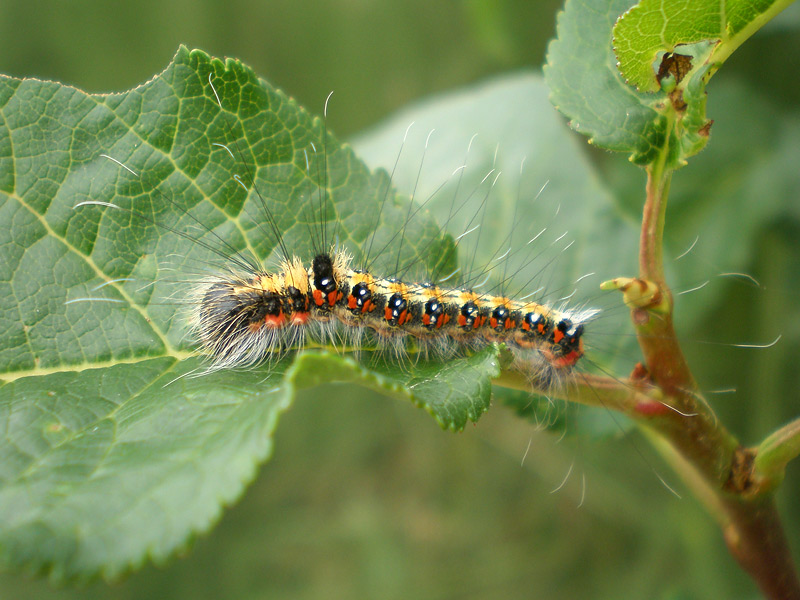
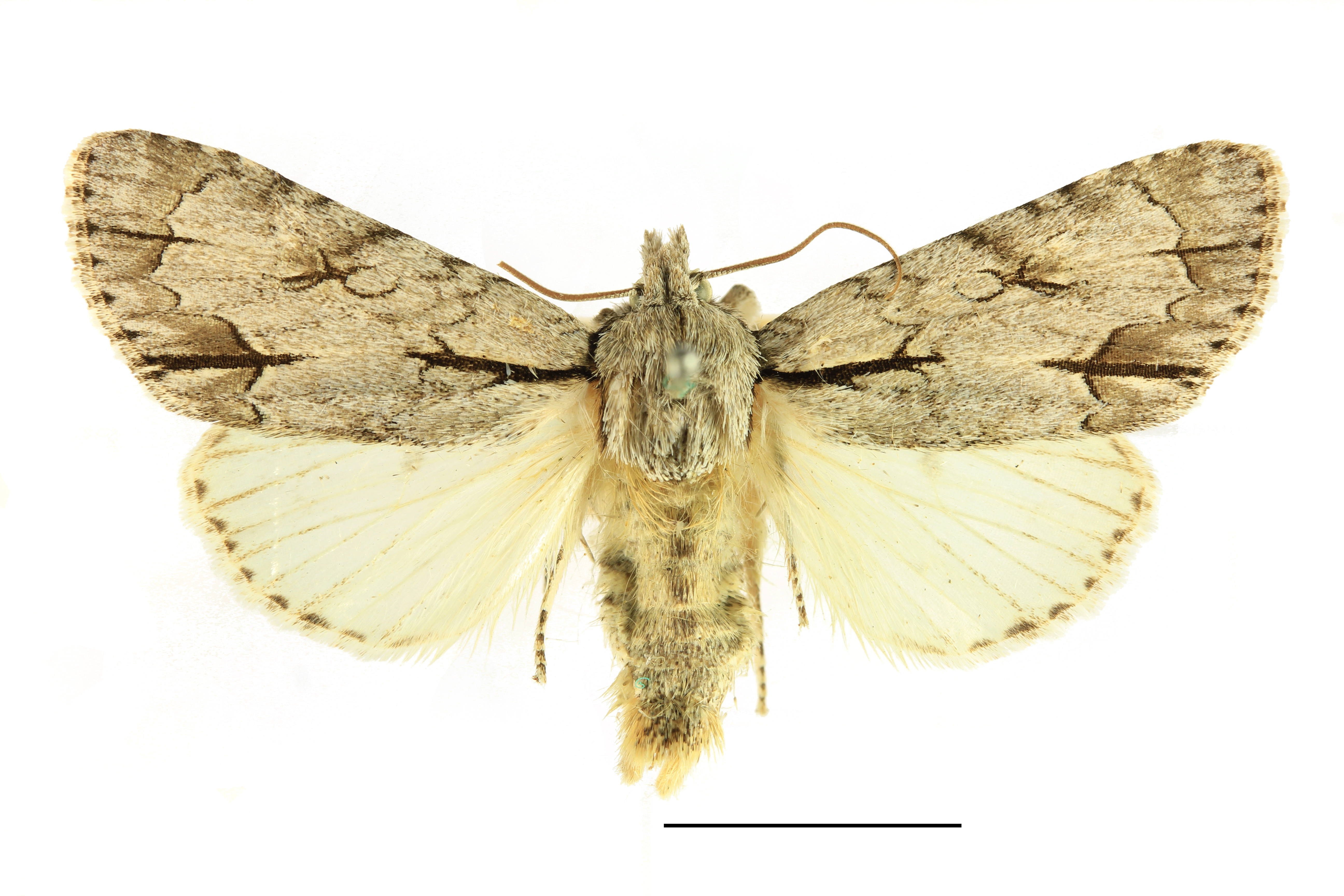
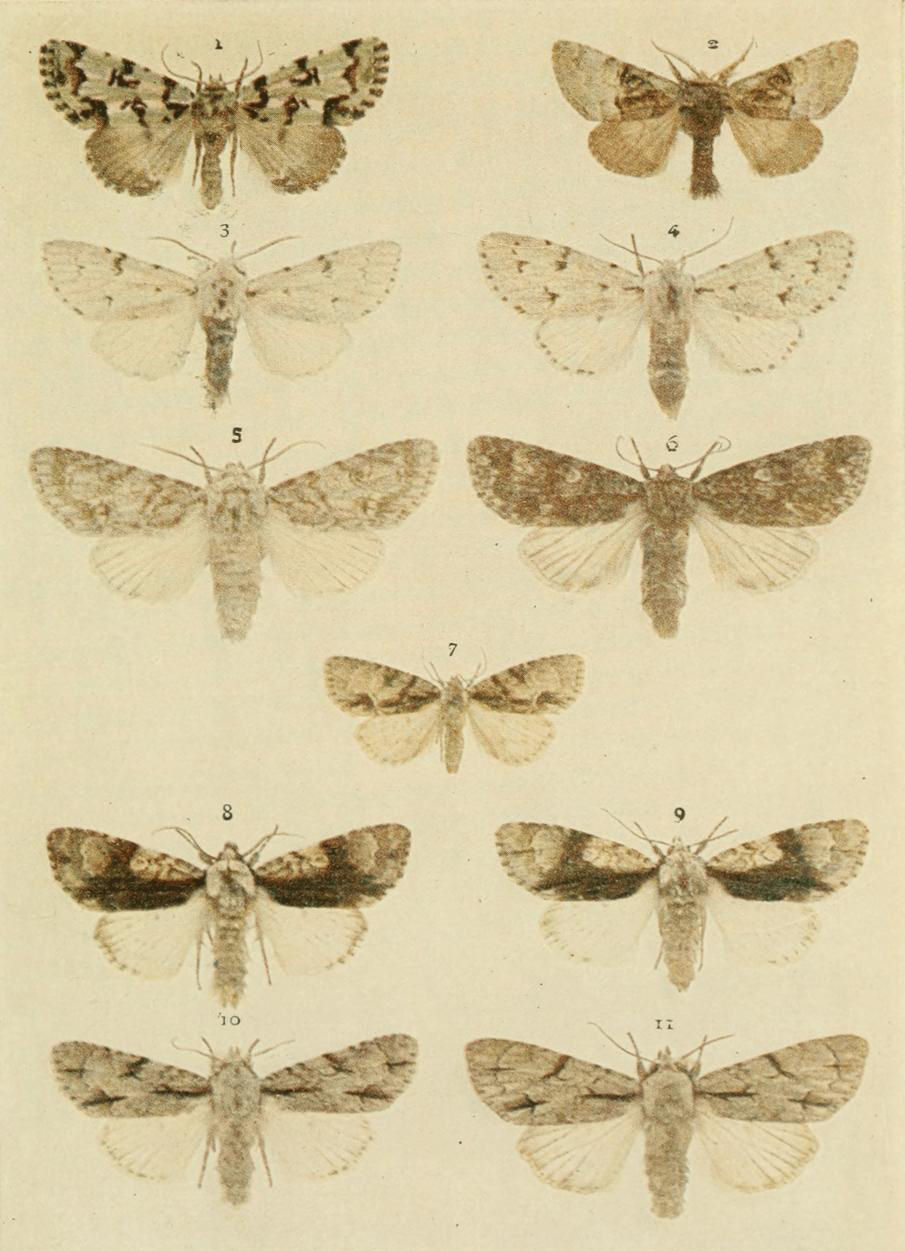